# Südpikenische Sprache
Die südpikenische Sprache ist eine ausgestorbene Sprache des italischen Zweigs der indogermanischen Sprachen, die vom antiken Volk der Picener gesprochen wurde.

## Entzifferung
Die Sprache ist durch etwas mehr als 20 Inschriften aus der Zeit zwischen dem sechsten und dem dritten vorchristlichen Jahrhundert dokumentiert. Lange Zeit waren die Texte nicht lesbar, bis in den 1980er Jahren herausgefunden wurde, dass die Symbole . und : keine Satzzeichen darstellen, sondern die Laute o und f repräsentieren.
Im Gegensatz zu der in derselben Region gesprochenen nordpikenischen Sprache kann Südpikenisch seither eindeutig als indogermanische Sprache identifiziert werden.

## Klassifikation
Innerhalb der oskisch-umbrischen Subgruppe weist das Südpikenische mehr Ähnlichkeiten mit dem Umbrischen als mit dem Oskischen auf.